# Lawalde
Lawalde (alt sòrab: Lěwałd) és un municipi alemany que pertany a l'estat de Saxònia. Es troba a uns 5 km al sud-oest de Löbau.